# Citrogramma
Citrogramma är ett släkte av tvåvingar. Citrogramma ingår i familjen blomflugor.

## Arter inomCitrogramma[1]
- Citrogramma arisanica
- Citrogramma bicornutum
- Citrogramma chola
- Citrogramma circumdatus
- Citrogramma citrinoides
- Citrogramma citrinum
- Citrogramma clarum
- Citrogramma difficile
- Citrogramma fasciata
- Citrogramma fascipleura
- Citrogramma flavigena
- Citrogramma fumipennis
- Citrogramma gedehanum
- Citrogramma henryi
- Citrogramma hervebazini
- Citrogramma luteifrons
- Citrogramma notiale
- Citrogramma pendleburyi
- Citrogramma quadricornutum
- Citrogramma robertsi
- Citrogramma sedlacekorum
- Citrogramma solomonensis
- Citrogramma variscutatum
- Citrogramma vockerothi